# Ensi
De titel Ensi () werd gegeven aan de (wereldlijke) leider van een stad in het oude Sumer. Enmerkar die de stadsmuren van Uruk (Sumerisch Unug) bouwde en "het schrift uitvond" was rond 2600 v.Chr. een van de eerste historisch vernoemde Ens. Hij droeg, zoals zijn opvolgers en ambtgenoten, ook die in andere Soemerische stadstaten, de titel Bruidegom van Inanna, wat naar zijn hiëros gamos verwijst.

Volgens professor Saggs (1965): "Voor zover we heden in de schaduwen van de protohistorie kunnen doordringen, was de menselijke vertegenwoordiger van de godheid in het oorspronkelijke sociale schema bekend als de En, die een priester-koning en vruchtbaarheidsfiguur op de manier van de priester-koningen uit Frazers 'Golden Bough' moet zijn geweest, en net als deze oorspronkelijk misschien ritueel gedood werd..."
Soemerische documenten onthullen dat de positie van koning eerst uit die van ‘En’ groeide (de 'priester en gemaal van de Godin'), dat hij later een positie met grotere wereldlijke macht als ‘Ensi’ kreeg, en dan die van Lugal, ‘belangrijk man', wat overeenkwam met koning, in geval van oorlogvoering. Sachs meldt dat de rol van Ensi aanvankelijk door verkiezing gebeurde, maar tegen het eind van het 3e millennium v.Chr. erfelijk wordt.
De legende van Etana die op kleitabletten is gevonden meldt: In die tijd werd nog geen kroon gedragen… eerst was er geen koninklijk leiderschap over het volk van de Godin, toen daalde koningschap uit de hemel neer.
Het is soms wat lastig om de titel ensi precies te vertalen omdat in latere tijdvakken, bijvoorbeeld onder Sargon de Grote de ensi van de stad niet veel meer was dan een gouverneur aangesteld door de koning (lugal) van het gehele land. In vroegere tijden was de ensi echter een regerend vorst van een stadstaat die met naburige stadstaten op voet van oorlog leefde. Er zijn lange tijdvakken, bijvoorbeeld in de 25e eeuw v.Chr. in de Soemerische geschiedenis aan te wijzen waarin er hoogstens een of meer ensi's zijn die pretenderen de lugal van het hele land te zijn. In werkelijkheid had niemand de daadwerkelijke macht. Ook onder vreemde heerschappij zoals die van de Guti was er wel een lugal van vreemde oorsprong, maar de ensi van een stad als Lagash, Gudea komt uit de opgravingen eerder naar voren als een belangrijk persoon dan zijn Guti-heer. Gudea lijkt daarom eerder een schatplichtig vazalvorst dan een gouverneur te zijn geweest. Hij leefde rond 2140 v.Chr. Nanshe gaf hem in een droom opdracht haar vervallen tempel te herbouwen. Er is nu weinig van over, behalve deze inscriptie.